# Jaapiella microphysae
Jaapiella microphysae är en tvåvingeart som beskrevs av Fedotova 1997. Jaapiella microphysae ingår i släktet Jaapiella och familjen gallmyggor. Inga underarter finns listade i Catalogue of Life.